# Arkembold Zaremba
Arkembold Zaremba z Trzustkowa (zm. ok. 1293) – sędzia poznański od 1246, kasztelan kaliski od 1252, wojewoda kaliski od 1253.
Arkembold Zaremba był przypuszczalnie najstarszym synem Alberta Zaremby. Miał braci Szymona, Janka i Marcina.
Od urzędu sędziego poznańskiego rozpoczął karierę urzędniczą, który otrzymał z rąk księcia Przemysła I po 29 stycznia 1230, a przed 17 lipca 1246. Awansował kilka lat później (po 17 lipca 1246, a przed 26 kwietnia 1252) do godności kasztelana kaliskiego, którym był do 11 maja 1253. Objął przed 15 maja 1253 palację gnieźnieńsko-kaliską, chociaż źródłowo jest poświadczony na niej dopiero od 24 kwietnia 1257. Niewątpliwie należał do bliskiego otoczenia księcia wielkopolskiego Bolesława Pobożnego i przeszedł po jego śmierci na służbę Przemysła II. Był obecny podczas zawierania ugody sukcesyjnej w Kępnie, a dotyczącej Pomorza (1282). Po 6 stycznia 1284 z bliżej nieznanych przyczyn książę pozbawił go urzędu wojewody gnieźnieńsko-kaliskiego. Arkembold w 1284 należał do grupy Zarembów, która przechwyciła gród kaliski i przekazała w ręce księcia śląskiego Henryka Prawego. Na palacji gnieźnieńsko-kaliskiej 2 lutego 1286 pojawił się Mikołaj Łodzia, zaś komes Arkembold - najpewniej identyczny z Arkemboldem - pojawił się 13 grudnia 1293 (dokument antydatowany) w Świeciu w otoczeniu księcia Mszczuja (do bliskich współpracowników tego księcia należał współklejnotnik Arkembald, Mikołaj, wojewoda tczewski). Zmarł przed 10 lutego 1293 i nie pozostawił potomstwa męskiego. Właściciel znacznych dóbr, których część przekazał w 1282 klasztorowi w Owińskach.